# Billy Joe Royal
Billy Joe Royal (3. dubna 1942 – 6. října 2015) byl americký zpěvák. Narodil se v georgijském městě Valdosta a již jako teenager vystupoval v Atlantě. Později se spřátelil s Joem Southem a roku 1965 podepsal smlouvu s vydavatelství Columbia Records. Zanedlouho vydal singl se Southovou písní „Down in the Boondocks“. South byl rovněž producentem nahrávky. Ještě v roce 1965 vydal své první album. Následovala řada dalších. Zemřel roku 2015 ve věku 73 let.